# Syracuse (Nova Iorque)
Syracuse, também chamada por vezes de Siracusa, é uma cidade do estado americano de Nova Iorque, no Condado de Onondaga. Localiza-se no centro do estado, às margens do Lago Onondaga.

## Geografia
De acordo com o United States Census Bureau, a cidade tem uma área de 66,3 km², onde 64,8 km² estão cobertos por terra e 1,4 km² por água.

## Demografia
Segundo o censo nacional de 2020, a sua população é de 148 620 habitantes e sua área de terra é de 25,04 milha quadradas (64,9 km2). É a quinta cidade mais populosa do estado. Possui 64 356 residências, que resulta em uma densidade de 992,33 residências/km².

## Personalidades
- Tom Cruise, ator, produtor e diretor.
- Post Malone, rapper.

## Galeria de imagens

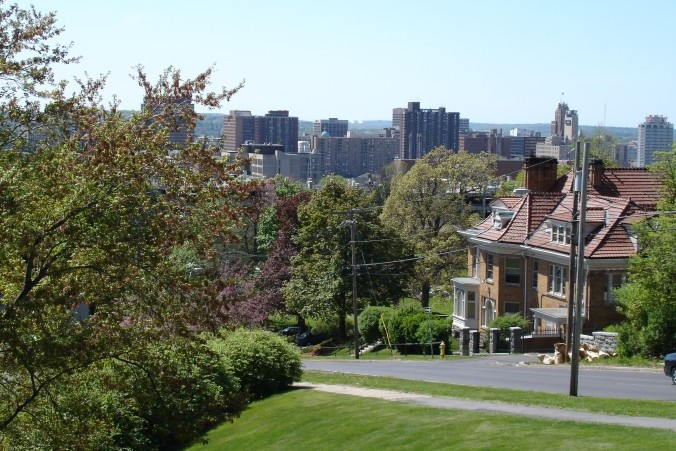
Vista da cidade de Syracuse